# Славі Боянов
Славі Боянов (болг. Слави Иванов Боянов; 25 лютого 1915, Брацигово — 7 березня 2011, Париж) — болгарський філософ, професор Софійського університету та Болгарської академії наук, письменник, гуманіст і одним з перших болгарських дисидентів.

## Біографія
Народився 25 лютого 1915 року в Брацигово. Його сім'я емігрувала до Болгарії з села Горно Броде (розташований поблизу міста Серес, на той момент Македонія, а тепер Греція). Боянов зростав у дуже бідній сім'ї, де було 5 дітей.
У 1941 року закінчив філософський факультет Софійського університету, навчався на кафедрі професора Димитара Міхалчева. У період 1943—1944 роках у зв'язку з його антифашистською діяльністю був відправлений до концентраційного табора у Греції — Енікьой.
Деякий час навчався у Франції.
Після повернення до Болгарії в 1949 року був призначений викладачем на філософський факультет Софійського університету. Незабаром він став найулюбленішим викладачем серед студентів. Його учнями були такі відомі особистості як філософ Асен Іґнатов, Желю Желев (перший демократично обраний президент Болгарії) та інші. Через деякий час Боянов стає професором.
Кандидат філософських наук Інституту філософії Болгарської академії наук. Читав лекції «Історія філософії від епохи Відродження до ХІХ століття» (1951—1956; 1972—1980) і «Гуманізм і література» (1978—1982) у Софійському державному університеті. Опублікував кілька книг про життя та ідеї ключових філософів Європи до ХІХ століття. Пише вірші, неопубліковані п'єси для театру, нариси, малює кілька картин.
У 1988 емігрував з Болгарії до Франції зі своєю сім'єю — дружиною і двома синами, де активно працював (спочатку три роки в Ам'єні, а пізніше — у Парижі) випускав філософські та художні книги до 94 років.
Помер у 96 років 7 березня 2011 року в Парижі.

### Болгарською мовою
- Йонийската натурфилософия като начало на науката. Изд. «Наука и изкуство»,
- Светлини от кладата. Джордано Бруно (Исторически роман). Изд. «Народна младеж», София, 1966, 363 стр.
- Второ издание, Изд. «Наука и изкуство», София, 1985, 267 стр.
- Философията на Джордано Бруно. Издателство на БАН, София, 1969,
- 178 стр.
- Велики немски мислители: Кант, Фихте, Шелинг, Хегел. Изд. «Народна младеж», София, 1975, 230 стр.
- Хуманизъм и духовни ценности. Издателство на БАН, София, 1976
- Хуманизъм в Западноевропейския Ренесанс: Италия и Франция. Партиздат, София, 1980
- Жреци на човешкия дух. Изд. «Народна просвета», София, 1986
- Неугасващи устреми. Разкази за бележити личности. Изд. «Отечество», София, 1987, 184 стр.
- Защита на човешката личност. Изд. «Фама», София, 1997, 236 стр. (Предговор — проф. Асен Игнатов)
- Лунна пътека. Изд. «Христо Ботев», София, 1998
- Отблясъци и разумения. Изд. «Христо Ботев», София, 1998, 80 стр.
- При изгрева на дните (роман за детството). Изд. «Работилница за книжнина Васил Стоилов», София, 2008

### Французькою мовою
- 2003, L'Humanisme ou la grande espérance. Éditions L'Age d'Homme, Paris: France ISBN 978-2825116906
- 2007, Les lueurs du bucher (Giordano Bruno). Éditions Theles, Paris: France ISBN 978-2847766974